# Li Xiaomei
Li Xiaomei (chiń. 黎笑媚; ur. 20 sierpnia 1987) – chińska zapaśniczka w stylu wolnym. Olimpijka z Pekinu 2008, gdzie zajęła trzynaste miejsce w kategorii 48 kg.
Zdobyła dwa brązowe medale mistrzostw świata, w 2007 i 2012. Trzecia na igrzyskach azjatyckich w 2006. Trzy medale na mistrzostwach Azji, złoto w 2009. Trzecia w Pucharze Świata w 2011; czwarta w 2007; siódma w 2010 roku.